# Estranei (film)
Estranei (All of Us Strangers) è un film del 2023 scritto e diretto da Andrew Haigh.
La pellicola è liberamente tratta dal romanzo omonimo di Taichi Yamada (1987), già adattato per il grande schermo da Nobuhiko Obayashi nel film The Discarnates del 1988.

## Trama
Adam è uno sceneggiatore col blocco dello scrittore che vive in un nuovo condominio praticamente disabitato a nord di Londra. Una sera gli bussa alla porta Harry, un giovane vicino che si sente solo e vorrebbe trascorrere la notte in compagnia. Ma per timidezza, e perché Harry è visibilmente ubriaco, Adam rifiuta e gli chiude la porta in faccia.
Per cercare di superare il blocco che lo affligge, Adam decide di tornare a Croydon per vedere la casa dove aveva vissuto coi genitori prima che morissero entrambi in un incidente stradale quando lui aveva dodici anni. Stranamente, viene accolto in casa proprio dalla madre, identica all'ultima volta che l'aveva vista una trentina d'anni prima. Nel corso di alcune visite, Adam ricostruisce il rapporto coi genitori, aggiornandoli sulla sua vita e facendo coming out con loro. Mentre la madre inizialmente fatica ad accettare la notizia, il padre confessa di averlo sempre saputo e di averlo sentito piangere spesso di notte a causa del bullismo omofobico, ma di non aver mai avuto il coraggio di entrare in camera sua a confortarlo.
Intanto, Adam intraprende una relazione intima e appassionata con Harry, con cui condivide il senso di estraniazione e non appartenenza che lo ha accompagnato per tutta la vita. Una sera Adam invita Harry a Croydon per fargli conoscere i genitori, ma la casa si presenta vuota e abbandonata. Nonostante Harry cerchi di dissuaderlo, Adam chiama i genitori ad alta voce e bussa alla finestra finché non sviene.
Al suo risveglio, Adam è in casa, amorevolmente accudito dai genitori. I due gli comunicano che quella sarà l'ultima volta che potrà rivederli e Adam, disperato, li supplica di avere più tempo insieme. I genitori decidono allora di fare un'ultima cena insieme in un centro commerciale e, durante il pasto, il padre gli chiede se la loro morte è stata rapida e indolore. Adam, mentendo, afferma che entrambi sono morti sul colpo senza accorgersi di niente e mentre narra l'evento i genitori sembrano riviverlo, morendo ancora una volta.
Dopo aver perso nuovamente il padre e la madre, Adam torna a casa deciso a seguire il loro consiglio di vivere la propria vita e accettare e ricambiare l'amore di Harry. Tuttavia, entrato nell'appartamento del giovane, Adam trova il cadavere di Harry e si rende conto che l'amato si era suicidato la sera in cui lui gli aveva chiuso la porta in faccia: così come i genitori, anche Harry con cui aveva avuto una storia era un fantasma. Il fantasma di Harry gli appare confuso e spaventato e si chiede come mai nessuno lo sia venuto a cercare prima. Adam lo stringe a sé sul letto e lo conforta.

## Produzione
Il 30 giugno 2022, a riprese già avviate, è stato annunciato che Andrew Haigh avrebbe diretto un nuovo adattamento cinematografico del libro di Yamada con Andrew Scott nella parte del protagonista e Paul Mescal in un ruolo che era stato originariamente femminile sia nel romanzo originale che nel film di Obayashi.

## Promozione
Il primo trailer del film è stato pubblicato il 22 settembre 2023.

## Distribuzione
Il film è stato presentato in anteprima mondiale il 31 agosto 2023 in occasione del Telluride Film Festival. Nell'autunno dello stesso anno il film è stato presentato anche nel corso del New York Film Festival e del BFI London Film Festival, prima di essere distribuito nelle sale statunitensi dal 22 dicembre dello stesso anno. In Italia il film è stato distribuito nelle sale dal 29 febbraio 2024. Inizialmente come film "6+", viene vietato ai minori di 14 anni.

## Accoglienza

### Incassi
Il film ha incassato globalmente 20226058 $, di cui 569934 € in Italia, con 83121 presenze.

### Critica
L'aggregatore di recensioni Rotten Tomatoes riporta il 96% di recensioni positive, basato sull'opinione di 268 critici, con un punteggio medio di 8,8 su 10, Metacritic un punteggio di 90 su 100 basato su 53 critiche.

## Riconoscimenti
- 2024 – Golden Globe
  - Candidatura per il miglior attore in un film drammatico ad Andrew Scott
- 2024 – BAFTA[13]
  - Candidatura per il miglior film britannico
  - Candidatura per il miglior regista ad Andrew Haigh
  - Candidatura per il miglior attore non protagonista a Paul Mescal
  - Candidatura per la migliore attrice non protagonista a Claire Foy
  - Candidatura per la migliore sceneggiatura non originale ad Andrew Haigh
  - Candidatura al miglior casting
- 2024 – Critics' Choice Awards
  - Candidatura per la miglior sceneggiatura non originale ad Andrew Haigh
- 2023 – Chicago Film Critics Association Awards
  - Candidatura per il miglior attore ad Andrew Scott
- 2023 – Gotham Independent Film Award
  - Candidatura per il miglior film internazionale
  - Candidatura per la miglior sceneggiatura ad Andrew Haigh
  - Candidatura per la miglior interpretazione protagonista ad Andrew Scott
  - Candidatura per la miglior interpretazione non protagonista a Claire Foy
- 2023 – British Independent Film Awards[14]
  - Miglior film indipendente britannico
  - Miglior regista ad Andrew Haigh
  - Miglior interpretazione non protagonista a Paul Mescal
  - Miglior sceneggiatura ad Andrew Haigh
  - Miglior fotografia a Jamie D. Ramsay
  - Miglior montaggio a Jonathan Alberts
  - Miglior direzione musicale a Connie Farr
  - Candidatura per la miglior interpretazione protagonista ad Andrew Scott
  - Candidatura per la miglior interpretazione non protagonista a Jamie Bell
  - Candidatura per la miglior interpretazione non protagonista a Claire Foy
  - Candidatura per il miglior casting a Kathleen Crawford
  - Candidatura per il miglior trucco e acconciature a Zoe Clare Brown
  - Candidatura per la miglior scenografia a Sarah Finlay
  - Candidatura per il miglior sonoro a Per Bostrom
- 2023 – Independent Spirit Awards[15]
  - Candidatura per il miglior film
  - Candidatura per il miglior regista ad Andrew Haigh
  - Candidatura per il miglior interpretazione protagonista ad Andrew Scott
- 2024 – London Critics Circle Film Awards[16]
  - Film britannico/irlandese dell'anno
  - Attore dell'anno ad Andrew Scott
  - Attore britannico/irlandese dell'anno a Paul Mescal
  - Candidatura per il film dell'anno
  - Candidatura per l'attore non protagonista dell'anno a Paul Mescal
  - Candidatura per l'attrice non protagonista dell'anno a Claire Foy
  - Candidatura per lo sceneggiatore dell'anno ad Andrew Haigh
  - Candidatura per l'attore britannico/irlandese dell'anno ad Andrew Scott
  - Candidatura per il premio tecnico a Kathleen Crawford (casting)
- 2023 – National Board of Review Award[17]
  - Migliori dieci film indipendenti dell'anno
- 2024 – National Society of Film Critics Award[18]
  - Miglior attore ad Andrew Soctt
- 2024 – Satellite Award
  - Candidatura per il miglior attore in un film drammatico ad Andrew Scott
  - Candidatura per la miglior sceneggiatura non originale ad Andrew Haigh